# Петри-Пшибильська Яніна
Яні́на Пе́три-Пшиби́льська (пол. Janina Petry-Przybylska; 1898, Болехів — 1960, Варшава) — польська художниця-графік, сценограф, скульпторка; член Спілки львівських художників, та Спілки польських художниць у Львові.

## Біографія
Напродилася у 1898 році у місті Болехові (тепер Україна). У 1916–1920 роках навчалася на факультеті декоративного мистецтва та художнього промислу при Державній школі промислу; у 1924–1925 роках — у Краківській академії мистецтв.
Викладала рисунок у Львівській гімназії імені Ю. Словацького. Керувала фабрикою ляльок «Домовичок». З 1939 року працювала художнім директором Кооперативу художніх майстерень та у 1944–1945 роках художнім директором Ізокомбінату профспілкових художників. Пізніше переїхала до Варшави, де працювала сценографом у 1947–1950 роках у Дитячому театрі; у 1950–1952 роках — Театрі Нової Варшави. Померла у Варшаві у 1960 році.

## Творчість
Займалась графікою, художнім оформленням вечірок і виставок, проєктувала рекламні панно, декорації вітрин магазинів. Виконувала плакати, зокрема:
- «VIII Międzynarodowe Targi Wschodnie we Lwowie» (1928);
- «9. Międzynarodowe Targi Wschodnie we Lwowie» (1929).

Як сценограф, співпрацювала з львівськими театрами. Проектувала художні ляльки зі скла, шкіри, сукна.